# بایه د آلکالا
بایِه دِ آلکالا (به اسپانیایی: Valle de Alcalá) دهستانی در استان آلیکانتهٔ اسپانیا است.
در این دهستان ۱۸۷ نفر زندگی می‌کنند. مساحت این دهستان ۲۲٫۷۵ کیلومتر مربع است.